# Умдат уль-Умара
Гулам Гусейн Алі Хан або Умдат уль-Умара (англ. Ghulam Husain Ali Khan, 8 січня 1748 — 15 липня 1801) — наваб індійського князівства Аркот із 1795 по 1801 рік. Його дід, Анваруддін Хан, дав йому ім'я Абдул Валі. Але пізніше був названий Умдатом уль-Умара, на честь Імператора Мугулов Шан Алама Другого.

## Ранні роки
Умдат уль-Умара був сином Мухаммеда Алі Хан Валахьяхі, затятого союзника Ост-Індійської компанії Великої Британії.
Був призначений навабом Субаха Насарнагаром (1759–1760 роки) і субахом Акротії (1760 рік), і був підвищений імператором Шах Аламом Другим до титулу Умдата Уль Умаров, завдяки заступництву Роберта Клайва, 12 серпня 1765 року.

## Період правління
Він швидко очолив князівство одразу після смерті його батька, 13 жовтня, і був призначений в муснад 16 жовтня 1795 року Умдат уль-Умара, займав престол з 1795 по 1801 рік.
Під час його правління британська Ост-Індійська компанія вимагала земельні наділи як подарунки. Багато учасників британської Ост-Індійської компанії вважали, що Умдат уль-Умара, як Наваб Карнатіка, таємно допомагав Тіпу Султану під час четвертої англо — майсурської війни.
Після поразки Тіпу Султана в 1799 році, британці відразу ж звинуватили наваба у співпраці з Тіпу Султаном і вимагали всю адміністрацію королівства як компенсацію.
Умдат уль-Умара чинив опір вимогам британської Ост-Індійської компанії. Незабаром після цього Умдат уль-Умара помер, можливо був отруєний компанією. Захоплення володінь Умдат уль-Умара Британією відбувся під час правління його племінника і спадкоємця Азім-уд-Даула. Як тільки Азім-уд-Даул зійшов на престол 31 липня 1801, він був змушений підписати договір передачі цивільного і муніципального управління Карнатіка британській Ост-Індійської компанії. Цей документ означав, що Азім-уд-Даул поступився всіма свої землями британському правлінню, в тому числі й територією Полігарс.